# Естественная фигура (геральдика)
Естественная фигура — негеральдические фигуры, отнесённые к изображению предметов, существующих в природе, а также изображения святых и другие фигуры, относящиеся к религии.
Естественные фигуры образуют самую большую группу не геральдических фигур и притом самую разработанную. В геральдике эти фигуры делятся на четыре вида изображений:
1. Человек и встречающиеся в гербах более часто, его отдельные части: голова, рука, ладонь, нога, сердце;
2. Растения — деревья обыкновенно изображаются в гербах без обозначения породы и их можно отличить только внешним видом или описанием герба. Если у дерева видны корни, то оно называется — вырванным.
3. Планеты, звёзды и стихии;
4. Животные — эту группу негеральдических фигур можно разбить на три части:
  - Млекопитающие;
  - Птицы;
  - Земноводные, пресмыкающиеся, рыбы и насекомые.

К группе естественных фигур относятся эмблематические изображения разных нравственных качеств или пороков, стран света, наук, художеств и т. п., но в виде человеческих фигур, которые чрезвычайно разнообразны, хотя употребляются очень редко в гербах частных лиц и довольно часто употребимы в архитектуре и в декоративном искусстве.

## Естественные фигуры
| Термин                                          | Пояснения |
| ----------------------------------------------- | --- |
| Изображения человека                            | |
| Святые и Ангелы                                 | |
| Дева Мария                                      | Главнейшее изображение среди Святых и Ангелов, изображается с младенцем Иисусом на руках. В русской геральдике не встречается, а в геральдике Западной Европы оно довольно редко и то лишь в гербах духовных лиц. |
| Святые                                          | Из святых наиболее часто встречаются в западной геральдике: Святой Пётр, Святой Георгий, Святой Андрей, Святая Екатерина, Святая Варвара. Они всегда изображаются со своими атрибутами: Святой Пётр с ключом в руке, Святой Георгий на коне поражающий мечем или копьём дракона и.т.д. В русской геральдике в гербах Московском и Грузии изображён Святой Георгий. |
| Ангелы                                          | Изображаются в образе прекрасных юношей в белых одеждах с длинными крыльями за плечами. Иногда в руках у них свиток, ветви или агнец Божий (ягнёнок). |
| Архангелы                                       | Обыкновенно это Михаил и Гавриил, отличаются от ангелов серебряными или золотыми одеждами и сиянием вокруг головы. |
| Херувимы и Серафимы                             | В гербах встречаются гораздо реже. Херувимы изображения, одна детская голова, помещённая между двумя крылами. Серафимы изображаются, одна детская голова, между шестью крылами. |
| Дьявол                                          | Изображается крайне редко и обыкновенно поражённый Архангелом Михаилом. Известен лишь один герб, где помещена отдельная фигура дьявола — немецкой фамилии Тейфель. |
| Мифологические божества и исторические лица     | |
| Мифологические божества                         | Изображения очень редки. Из языческих божеств чаще встречаются изображения: Юпитер, Геркулес, Вакх, Аполлон, Минерва, Музы и другие. Каждая из этих фигур представляется с атрибутами ей принадлежащей. Так Юпитер изображается с молниями в руках и сопровождаемый орлом. Вакх в виде юноши, увенчанный плющом и виноградными листьями, сопровождаемый сатирами. Минерва с щитом и копьём. Муза каждая с принадлежащей ей символами. |
| Архитектура                                     | Изображается женщиной величественного вида, стоящей или сидящей, с длинными волосами, украшенных венком. В руках её чертёж, а под ним лежит циркуль, наугольник и другие чертёжные инструменты |
| Астрология                                      | Изображается женщиной в голубой одежде, в короне из звёзд, с с крыльями за плечами, со скипетром в руке и земным шаром под ногами. |
| Астрономия                                      | Изображается женщиной в лазуревой одежде, с короной из звёзд, в руках её небесный шар и сферический циркуль, а у ног лежат астролябия, телескоп и другие астрономические инструменты. |
| Август                                          | Изображается человеком держащим у рта чашу с прохлаждающим напитком и опахалом из павлиньих перьев. |
| Апрель                                          | Представляется в виде молодого человека, украшенного цветами, часто пляшущим. Иногда изображается тельцом. |
| Азия                                            | Изображается в виде загорелой женщины в голубой одежде и жёлтой епанче, с гордостью и суровостью в лице, сидящей на верблюде, плечи, грудь и левая рука обнажены, голова покрыта чалмою с жёлтыми полосами и украшена перьями цапли. В одной руке ящик с благовонными травами, а в другой она опирается на щит, по середине которого изображён полумесяц. Пол сторонам стоят сосуды, наполненные душистыми растениями и кадильца, а спереди лежат знамёна, литавры, барабаны, бубна, сабли, луки и стрелы. Иногда представляется стоящей на земле и держащей в правой руке змию, а в левой руке — руль, а также стоящей на корабельной корме с якорем в руках и увенчана высокой городскою короною.                                      |
| Африка                                          | Изображается полунагой негритянкой, сидящей на слоне и осеняемой подсолнечником. В ушах у неё крупные жемчужины, а на руках богатые зарукавья. Иногда на голове её слоновая кожа, которую она держит за бивни, а у ног ласкающийся лев. Иногда в её правой руке скорпион, а в левой рог изобилия, а у ног корзина с цветами и плодами. |
| Америка                                         | Изображается смуглой и свирепой женщиной, в юпке из разноцветных перьев, сидящей на черепахах, держащей в одной руке дротик, а в другой лук, колчан для стрел за плечами. Головной убор, так же из разноцветных перьев. |
| Безопасность                                    | Изображается женою, беспечно сидящей на стуле и оперевшись правой рукою под подбородок. Иногда в одной руке держит рог изобилия, а в другой горящий факел, которым сжигает оружие, лежащее у её ног. Иногда представлена полунагою и опирающейся на рог изобилия и с другим таким же рогом в руках или сидящей перед курящимся алтарём. |
| Бессмертие                                      | Изображается в виде человека с крыльями, подле которого стоит обелиск и пальма. В правой руке скипетр, а в левой губка. |
| Благородство                                    | Представляется в виде человека с копьём в одной руке и малым изображением в другой. |
| Благочестие                                     | Изображается в виде сидящей женщины, покрытой длинным покрывалом. Иногда, как бы молящейся с простёртыми в верх руками. Иногда в одной руке держит храм, а в другой сосуд с курением, или в правой руке рог изобилия, а в левой лежит на голове младенца, у ног стоит аист (существуют и другие изображения). |
| Богатство                                       | Изображается в виде престарелой женщины, богато одетой и украшенной драгоценными каменьями, с рогом в руке, наполненным золотыми и серебряными монетами. Иногда в образе плешивого старика сидящего на древней великолепно убранной колеснице, запряженной белыми богато украшенными конями, которых ведут четыре женщины. Старик достаёт из сундуков и мешков деньги и раздаёт народу теснящемуся вокруг. С одной стороны стоит счастье и слава, с другой Крез и Мид. |
| Боязнь                                          | Изображается в виде юноши, побледневшего в лице, с коленами трясущихся от страха, у его ног крылья и заяц. |
| Бедность                                        | Изображается в виде сухощавой старухи, сидящей на снопе соломы, в колеснице ветхой и разломанной, в которую запряжены тощий конь и осёл. Перед старухой мужчина и женщина идут с печальными лицами. |
| Бедность или нищета христианская                | Изображается женою, держащей в руке Евангелие, а ногами попирающей сосуды, из коих сыплются драгоценные камни, золото и серебро. |
| Богословие                                      | Изображается почтенной женою, смотрящей на небо, в светло-голубой одежде, с треугольной диадемой на голове или сидящей на облаках, в белом, зелёном или красном одеянии. Иногда возле неё находится сидящий голубь и книги. |
| Веселие                                         | Изображается молодою весёлою женою, смеющейся, держащей в правой руке пальмовую ветвь или колосья, а в левой рог изобилия. |
| Вольность                                       | Представляется в виде знатной римлянки, облечённой в белую одежду, держащей в одной руке скипетр, секиру, жезл или булаву, а в другой руке шапку. У её ног лежат кошка, а иногда изломанный плуг или ярмо, или шапка между двумя кинжалами. Иногда она изображается в виде птицы летящей с нитью. |
| Вера                                            | Представляется в образе жены величественного вида, с покрывалом на голове, держащей в одной руке крест, в другой — Библию, и стоящей на угловатом камне. Иногда изображается на облаках, в простой и перепоясанной одежде с Евангелием в правой руке и крестом, водружённым в облака, в левой руке. Покрывало у неё спущено назад и лежит по плечам. Поверх её одежды длинная мантия, расстилающаяся по облакам, так, что видны только пальцы ног. На груда начертано <<I X>>. Древние изображали её слоном, думая, что животное это поклоняется солнцу. |
| Вера Христианская                               | Представляется в виде Скрижалей, Евангелия, креста и потира, окруженных сиянием. |
| Верность                                        | Изображается в виде жены, держащей в руке ключ или корзину с плодами, в другой печать, сердце или колосья. Возле неё стоит собака. |
| Врачевание (медицина)                           | Представляется в виде Эскулапа в лавровом венце, держащего в одной руке змию, около его локтя обвившуюся, а в другой трость. Возле него петух и собака. Иногда изображается сидящим и держащим в правой руке сосуд около которого змия, а другой опирающимся о палицу. |
| Водная стихия                                   | Вода: изображается в виде молодой и прекрасной девы, с распущенными длинными серебряными волосами, увенчанной венком из тростника с сосудом в руках, откуда льётся вода и с лежащим у её ног дельфином. Река: изображается в виде старика с длинными волосами и густою бородою, увенчанного венком из тростника, лежащего в камыше и облокотившегося на урну, из коей течёт вода. Иногда изображается в образе рогатого тельца, а иногда нагою женщиной по пояс плавающей в воде. Море: представляется в виде кита, дельфина, морских чудовищ или кораблей, видимых в дали. Океан: обозначается китом или стариком сидящем на морских волнах, с копьём в руках, сосудом, из которого льётся вода и лежащем возле него морским чудовищем. |
| Воздух                                          | Изображается в виде жены, сидящей на облаках и держащей в руках хамелеона, с сидящем рядом орлом. |
| Ветер                                           | Представляется в образе человека или крылатого гения, беспокойного и летающего. |
| Время                                           | Время: представляется в образе старика, иссохшего, с крыльями, седыми волосами и бородою, держащего в руках косу. Иногда изображается в виде мужа без крыльев, сидящим на колеснице, запряжённой двумя оленями. Будущее время: представляется солнцем, являющимся в своей колеснице, перед которым едет Аврора. Настоящее время: изображается младенцем пускающим пузыри. Прошедшее время: изображается песочными часами. Иногда все эти времена изображаются трёхличной фигурою. |
| Времена года                                    | Весна: изображается в виде флоры, в венце на голове, сплетённом из цветов, с корзинкою в рука, наполненную цветами. Зима: женщина одета в тёплое платье или шубу или сидящей близ огня. Лето: увенчивается колосьями, со снопом и серпов в руках и драконом лежащим рядом. Осень: представляется в виде Вакханки или самого Вакха, в пурпуровой одежде, в венце из виноградных листьев, с виноградными гроздьями в руке и с корзиною наполненной плодами и стоящей на голове. |
| Времена дня                                     | Утро: представляется крылатой женою со звездой на голове. Иногда молодою Нимфою, увенчанной цветами и сидящей в алой или пурпурной колеснице, запряжённой Пегасом, с факелом в правой руке, рассыпая розы левой. Вечер: изображается в виде Дианы, едущей в своей колеснице на звериную ловлю. День: представляется в образе Аполлона, объезжающего на своей колеснице небесный зодиак. Ночь: изображается женою в маковом венце и в длинной чёрной мантии, усыпанной звёздами и цветами мака. Иногда изображается с обращённым вниз факелом. Полдень: представляется в виде Венеры, обнимающей Амура или Аполлона, едущего в своей колеснице, с быстрыми конями, прогоняющими перед собою облака.                                       |
| Время часовое                                   | Изображается богиней с перепончатыми крыльями, как у бабочек, солнечными или иными часами. |
| Время нескончаемое (Вечная жизнь)               | Представляется в образе времени, держащей в руках или змию, свившеюся кольцами или какое нибудь кольцо. |
| Восток                                          | Представляется в образе Аполлона, озарённого лучами, выходящего из недр Фетиды и садящегося в колесницу, подведённую ему часами. |
| Гнев                                            | Представляется в образе бледного и сухощавого человека, с петухом под пазухою и с лозами в руке. |
| Гордость                                        | Изображается в виде слепца в богатой одежде, стоящего одной ногою на шаре и поднявшего в верх правую руку. Возле него стоит павлин с распущенным хвостом. |
| География                                       | Изображается в виде человека, с квадратом и циркулем в руках и земным шаром, стоящим у ног. |
| Геометрия                                       | Представляется женою, сидящей и держащей в руках циркуль, отвес или наугольник. Иногда изображается в виде младенцев, трудящихся над земным шаром, перед ними стоящим, имея в руках разные математические орудия. |
| Добродетель                                     | Изображается в виде жены, одетой в белую одежду, с почтением и бесстрастием на лице, сидящей на четырёхугольном камне и держащей в правой руке венец. |
| Европа                                          | Изображается в виде Паллады, в шлеме, держащей в руках скипетр и рог изобилия, со стоящим около него конём. Иногда изображается в образе жены, одетой в золотой доспех и длинную жёлтую мантию, сидящей на пушке, имеющей величественный вид, благородной и милосердной. На её голове шлем украшенный большими белыми перьями, в руках скипетр и рог изобилия. С одной её стороны бодрая и ржащая лошадь, а с другой представляются книги, знамя, шлем и щит с орлом или лилиями. |
| Живопись                                        | Изображается задумчивой женою, сидящей перед мольбертом, с начатою картиной. палитра, палка и разные древние статуи стоят около неё. Иногда изображается с завязанным ртом и с крылатым младенцем, стоящим около неё. |
| Зависть                                         | Изображается престарелою женою, бледной, беспокойной и печальною с чёрными и нечистыми зубами, отвислыми грудями, косыми очами и ввалившеюся ссохшейся кожей на теле. На голове и в руках у неё змея, возле неё семиглавая гидра и собака. |
| Земледелие                                      | Изображается женою, в венце из сплетённых колосьев, возле неё плуг и деревце, начинающее цвести. |
| Земля                                           | Изображается женою, увенчанная цветами, держащей в руке рог изобилия, наполненный цветами и плодами, со львом, стоящим у её ног. |
| Запад                                           | Изображается в виде Феба или белокурого юноши, оставляющего свою колесницу и идущего покоиться в объятиях Фетиды. |
| Изобилие                                        | Изображается в виде молодой и нежной девы с рогом наполненным цветами и плодами или с двумя такими же рогами. Иногда изображается увенчанная цветами и держащей связанные разные плоды. Около неё стоит хлебная мера с маком и колосьями. |
| Истина                                          | Изображается вся нагая, с солнцем над головою. Иногда изображается с пальмовой ветвью или с зеркалом. |
| История                                         | Представляется в виде стоящей жены, величественного и важного вида, в великолепной одежде, глядящей назад, держащей в руках книгу и перо или трость или сидящей на лавровом венце, облокотившейся на лежащие около неё книги и державшей в руках книгу и трубу. |
| Клевета                                         | Изображается в виде зверообразной фурии со сверкающими очами, держащей в одной руке зажжённый факел, а в другой влекущей за волосы невинность, представленную в образе младенца, со вскинутыми к небесам руками. |
| Кротость                                        | Изображается невинною женою с масленичной ветвью и агнцем, лежащем у её ног и сидящим голубем. |
| Красноречие                                     | Изображается молодой девою, покрытой цветами и жемчужным венцом, держащей в руках скипетр и раскрытою книгою. Иногда изображается вооружённой с ног до головы, с книгою и громовою стрелою в руках. |
| Ложь                                            | Представляется в виде человека с маскою и стоящей около него лисицей. |
| Любовь                                          | Изображается в виде крылатого и нагого, а иногда слепого младенца, с луком и колчаном со стрелами (Купидон). Иногда изображается с завязанными очами и с факелом в руке. |
| Любовь к Богу                                   | Изображается в виде крылатого младенца, взирающего к небесам, стоящего перед жертвенником на коленях и держащего в одной руке горячее сердце, а в другой Скрижали и книгу. |
| Любовь к Отечеству                              | Изображается в виде мужа в венце из дубовых листьев, с масленичной ветвью в руке. |
| Леность                                         | Изображается в виде жены с растрёпанными волосами, в плохом одеянии, спящей на земле и держащей одну руку под головою, а другая рука держит песочные часы, означающие потерянное время. |
| Милосердие                                      | Изображается в виде жены в лавровом или масличном венце и с масличною или лавровую ветвью в руке. |
| Миролюбие                                       | Представляется кроткой женою с рогом изобилия или масличной в руке ветвью или факелом, коим разжигает огонь под кучей лежащего оружия. |
| Математика                                      | Изображается престарелою женою, держащей циркуль в руке и изображающей на бумаге круг. У её ног шатёр. |
| Музыка                                          | Изображается в виде жены с лирою в руках и другими музыкальными инструментами и нотами, лежащих у её ног. |
| Месяц (зодиак)                                  | Изображается зодиаком, с обыкновенными небесными знаками. Иногда изображается в виде человека с крыльями, цветами, плодами или животными. |
| Надежда                                         | Изображается в виде молодой жены или девы, в зелёном одеянии и в венце из цветов, держащей правой рукою цветы или лилию, а левой рукой поддерживает полу своей одежды. |
| Неблагодарность                                 | Изображается в виде змеи, кусающей человека согревший её. Иногда изображается в виде плюща засушившего дерево, которое его поддерживало. |
| Невежество                                      | Представляется в образе слепой жены или с завязанными глазами, иногда с ослиными ушами. |
| Непослушание                                    | Изображается в виде гордой и надменной жены, с головным убором из павлиньих перьев. Правая её рука поднята к верху, у её ног узда. |
| Несогласие                                      | Представляется в образе бледной яростной фурии. Вместо волос у неё на голове змея, переплетённая окровавленной лентою. В одной руке змея, а в другой зажжёный факел или кинжал. |
| Наука                                           | Изображается престарелой женою, с лежащеми перед нею разными книгами, глобусом, циркулем, линейками и прочем. Иногда изображается держащей в руках зеркало и треугольник и с крыльями за плечами. Иногда идущей с факелом, окружённой сиянием света, держащей руль и стоящей на земном шаре. |
| Натура                                          | Изображается в виде женщины, грудь которой со многими сосками и с сидящем на её руке коршуном. Иногда изображается молодой девою в простой одежде, в венце из цветов, подающаю руку Художеству. |
| Огонь                                           | Изображается в виде Вулкана, стоящего посреди своих Циклопов. Иногда представлен в образе Весталки, стоящей перед жертвенником, на котором горит священный огонь или жены держащей сосуд с огнём и с саламандрою, лежащей у её ног. |
| Плодородие                                      | Изображается в виде жены, стоящей и держащей в левой руке рог изобилия, а в правой младенца. |
| Победа                                          | Представляется молодой девою, держащей в одной руке пальмовую ветвь, а в другой лавровый венец или женою с рогом изобилия и пальмовой ветвью |
| Порок                                           | Изображается в виде Гарпий или птиц с девичьим лицом, бледным, с когтями на руках, чревом безобразным и ненасытным. |
| Правда                                          | Изображается нагой, с солнцем над головой на которое она пристально смотрит. |
| Правосудие                                      | Представляется в человеческом образе, с завязанными очами, с весами и шпагой в руках и звездою в главе. |
| Предусмотрительность                            | Изображается женою, держащей в одной руке око, окружённое лучами, а в другой волшебную трость. |
| Провидение                                      | Изображается женою, держащей рог изобилия, руль, скипетр или жезл, касаясь им шара в знак того, что Бог управляет Вселенной. |
| Политика                                        | Представляется в образе задумчивой жены, быстрого и проницательного взгляда, с находящимися в руках весами. |
| Раскол                                          | Представляется страшным и гнусным чудовищем, с красными глазами, пеною около рта и горящим факелом в руках. |
| Рисование                                       | Изображается в виде Гения, держащего в руке рисовальное перо, а перед ним находятся старинные изваяния Аполлон, Венера, маски и прочее. |
| Разное искусство                                | Изображается Гением, держащего в руках молоток и долото и окружён разными старинными статуями. |
| Сварливость                                     | Изображается надменной женою исходящей из волнующегося моря, пылающего гневом и имеющее горячие очи и пламенное лицо. |
| Скупость (Сребролюбие)                          | Изображается старым человеком, считающим деньги или держащим завязанный денежный мешок или стоящим посреди изобилия и умирающим с голода. |
| Слава                                           | Представляется в образе прекрасной жены, в богатой одежде, держащей в руках золотые и лавровые венцы. |
| Смелость                                        | Изображается в виде Марса или Геркулеса, с палицей и львиною кожей или в образе жены в шлеме, с копьём и шпагою в руках. |
| Союз                                            | Обозначается двумя лицами, вместе представленными или двумя руками, сложенные вместе. |
| Справедливость                                  | Изображается женою, держащей в руках весы и копьё или с рогом изобилия, копьём или масштабом. |
| Стыдливость                                     | Представляется в образе молодой жены, осеняемой обширным покрывалом и держащей палец у рта. |
| Суеверие                                        | Изображается в виде старухи, с повязкой на глазах, держащей в руках сову или кролика. |
| Суета                                           | Представляется в образе богато убранной жены, смотрящей пристально в зеркало и любующаяся собою. |
| Смерть                                          | Изображается в виде человеческого скелета с крыльями, с косою в руках. Иногда изображается с кипарисовой ветвью и в чёрной епанче. |
| Судьба                                          | Представляется в виде человека, с земным шаром под ногами и с урною в руках, в которой хранится человеческий жребий. |
| Север                                           | Изображается в виде Лапландца, окружённого снегом и инеем. |
| Твёрдость                                       | Изображается в виде стоящего человека и опирающегося на столб и держащим веся в равновесии. |
| Терпение                                        | Представляется в виде человека, с прижатыми к груди руками, с ярмом за плечами. |
| Трудолюбие                                      | Изображается в виде Меркурия, держащего в руках свой жезл и флейту. Иногда изображается с приданным ему скипетр с крыльями, над которым рука, а над ней Око. |
| Философия                                       | Изображается важной женою и размышляющей, в величественной диадеме, сидящей на белом мраморном троне и держащей в руках две книги, а иногда и скипетр. |
| Художество                                      | Представляется Гениями или крылатыми младенцами, с Меркурьевым жезлом в руках и с разными у ног лежащими предметами: труба, лавровый венец, палитра и кисти, с лирою, пером, книгами, шаром и прочее. |
| Целомудрие                                      | Изображается девою в длинной белой одежде, с покрывалом и со скипетром, сверху которого видно Всевидящее око или с белой лилией в руках. |
| Человеколюбие                                   | Изображается в виде стоящей или сидящей жены, держащей на руках двух младенцев и пылающее сердце. У её ног покоится третье дитя. Возле неё горящие угли и странники. |
| Честь                                           | Представляется женою в лавровом венце, с копьём и лавровыми венцами или с масличною ветвью и рогом изобилия в руках. |
| Щедрость                                        | Изображается Женою, держащей в руках рог изобилия, наполненный драгоценными камнями, жемчугом, медалями и серебряными монетами. |
| Юг                                              | Представляется в образе негритянки, лежащей под тенью густого кустарника, с изображением короткой тени, показывающей, что солнце стоит прямо над головою |
| Изображение деревьев и растений                 | |
| Берёза                                          | Отличается формой, иногда изображается берёзовыми ветвями (Березниковы). |
| Вишня (дикая)                                   | Изображается в фантастическом виде (creguier) в форме семицвечника. |
| Гранат                                          | Символ искренности, дружбы и приязни. Изображается с верхушкой в виде короны. Середина кожи плода снята продолговато, так что видны её ядра. |
| Груша                                           | В основном изображается с плодами или отдельно плоды. |
| Дуб                                             | Отличается раскидистыми коренастыми ветвями или покрытый желудями. В гербах довольно часто встречаются дубовые листья (Герб Дуб, Стародубские, Ушаковы, Кобылины, Дубенские). |
| Колосья                                         | В гербах используются довольно часто, в виде отдельного колоса или снопа. |
| Лавр                                            | Отличается формой, чаще изображается венками или ветвями (Лавровы) |
| Лилия                                           | Помимо своего естественного вида, в гербах употребляется и более часто в чисто геральдической форме (Ливен, Свиньины, Адодуровы). |
| Олива                                           | Олицетворяет мир, победу, радость, изобилие, чистоту, целомудрие и бессмертие. |
| Пальма                                          | Изображается в натуральном виде. |
| Подсолнечник                                    | Встречается в гербах крайне редко и всегда в натуральном виде. |
| Роза                                            | Изображается в виде розетки, состоящей из пяти или четырёх липестков и пяти шипов с кружком в середине (сердцевина), которая иногда бывает иной финифти. Помимо геральдической розы встречаются в гербах розы и в своём естественном виде (натуральная роза). (Якимовичи, Шиповы). |
| Снопы                                           | Встречаются в гербах часто (Андреевские, Глебовские). |
| Трилистник, четырёх и пяти листники             | Состоят из такого числа лепестков, сходящимися в середине. |
| Хвойные деревья                                 | Отличается внешним видом и шишками (Елчаниновы, Вощинины, Саловы). |
| Хлебные зёрна                                   | Встречаются в гербах довольно часто. |
| Яблоня                                          | В основном изображается с плодами или плоды отдельно (Даудовы). |
| Изображение планет, звёзд и стихий              | |
| Ветер                                           | В геральдике принято изображать его в виде «дующих глав», названных также Бореем и Аквилоном, являющихся сильными северными ветрами, их можно встретить в некоторых гербах. На гербовых щитах обычно изображаются природные жертвы ветра: погнувшиеся деревья, облака и.т.д. |
| Вода                                            | Моря и реки изображаются лазурью или серебром (Лукины, Левашовы, Биркины). |
| Земля                                           | Изображается в виде известных стран, островов, скал, гор, холмов, долин. Иногда натурального цвета, а иногда и другими финифтями (Суворовы, Лисянские, Копиевы, Кругликовы, Синицыны). |
| Звёзды                                          | Французские геральдисты, помещая звёзды в гербы, дают им пять лучей, не упоминая их количество. Немецкие геральдисты прибавляют ещё один — шесть лучей и только тогда не указывают их число. В русской геральдике встречаются пяти-шести-восьми конечные звёзды и всегда указывают их количество (Философовы, Яминские, Шишкины). |
| Комета                                          | Изображается восьмиугольной звездой, один луч которой в три раза длиннее остальных, извилист и перпендикулярно опускается к острию щита. |
| Облака                                          | Изображаются серебром или чернью, а иногда бывают усеянные звёздами (Труновы). |
| Огонь                                           | Изображается в виде костра или пламени у факелов, огненных языков. |
| Радуга                                          | Мифология сделала из радуги вестницу мира среди Богов, воцаряемого с возвращением Солнца. Изображение с давних пор в геральдике «радугой» или «небесной аркой» обозначается перевязью или поясом в три и более цветов, которые не описываются в случае, если их четыре: золотой, красный, зелёный и серебряный. Изредка встречается радуга естественного цвета, то есть семи природных цветов: красного, оранжевого, жёлтого, зелёного, голубого, синего и фиолетового. Изображается всегда натуральной финифтью (Чемодановы). |
| Луна (полумесяц)                                | Изображается в виде серпа, двумя рогами, обращёнными вверх. Если рога обращены иначе, то это должно быть указано. Иногда луна и серп луны имеют человеческое лицо (Авдеевы). |
| Солнце                                          | Символ истины, правды, премудрости, провидения и плодородия. Изображается в виде солнечного диска, иногда с человеческим лицом (Есиповы). |
| Изображения животных                            | |
| Млекопитающие                                   | |
| Агнец                                           | Символизирует Иисуса Христа. |
| Баран (овен)                                    | Изображаются идущими Если подняты на задние ноги, то называются прыгающими. Может быть изображён истекающим кровью. Иногда встречаются отдельная баранья голова. Если овца изображается с хоругвью, то она называется агнцем (иногда пасхальным агнцем). (Павловы). |
| Буйвол                                          | Встречается в гербах крайне редко. Чаще изображаются его рога. |
| Бык (Вол и корова)                              | Всегда изображаются идущими. Часто встречается отдельно голова (Быковы). |
| Вепрь                                           | Символ мужества и неустрашимости, всегда изображается в профиль и бегущим. |
| Верблюд                                         | В гербах встречается редко. Символ терпения и выносливости. Иногда обозначает города, где останавливались караваны и производилась богатая торговля. |
| Вол                                             | Символ силы, выносливости, крепости, сильного противника или соперника, а также верности и привязанности, символизирует терпение и благосостояние. |
| Дельфин                                         | Служит эмблемой силы и изображается в профиль, голова и хвост, направлены в правую сторону щита. Иногда изображается лежащим и издыхающим, когда у лежащего дельфина раскрыт рот, а языка и зубов нет. |
| Волк                                            | Служит символом злости, прожорливости, ненасытности, жадности и скупости. Иногда встречаются гербы, как отдельная фигура — волчьи зубы. У тюркских народов считался тотемным животным, которого боялись и употребляли название «Кар, Кара, Серый» от чего произошло много названий тюркских родов (Волковы, Бакунины). |
| Кит                                             | Царь воды. Изображается в гербах довольно редко и всегда лежащим в профиль или плавающим в море. |
| Кошка                                           | Символ независимости. Изображается сидящей, а также напуганной, когда у неё взъерошена шерсть и поднят к верху хвост. |
| Конь                                            | Совмещает в себе свойства разных животных: храбрость льва, зрение орла, силу волка, быстроту оленя, ловкость лисицы (Кобылины). |
| Козёл                                           | Символ непоколебимой силы, честного труда и усердия, добросердечный и миролюбивый характер. |
| Лев                                             | Занимает первое место между фигурами и служит символом власти, отважности, храбрости, милосердия и великодушия (Тучковы, Плоховы, Ивановы). |
| Леопард                                         | См. ссылку: Лев в геральдике (Готовцевы, Есиповы, Струковы). |
| Медведь                                         | Служит символом предусмотрительности и обычно изображается чёрной финифтью и всегда в профиль. |
| Овца                                            | Символ кротости, дружелюбия, терпения среди превратностей судьбы. |
| Олень                                           | Обыкновенно изображается идущим или бегущим, реже лежащий и скачущий (Касаткины-Ростовские, Спешневы, Вронские). |
| Рога                                            | Символизируют божество, сверх естественную силу, силу души или жизненный принцип. |
| Слон                                            | Служил символом: вечности, так как живёт очень долго, благоговения к Богу, так как народы древности думали, что он поклоняется солнцу, умеренным, так как ест и пьёт только в известное время. Изображается идущим, поднявшимся и стоящим. |
| Собака                                          | Служит символом верности, преданности и повиновения. Несмотря на громадное разнообразие собачьих пород, в геральдике обыкновенно употребляются два вида: борзая и гончая, как необходимые спутники на дворянской охоте. |
| Тигр                                            | В гербах встречается довольно редко, изображается пятнистым (Бачурины). |
| Птицы                                           | |
| Ворон                                           | Символ терпения, долговечности и мудрости, изображается чёрной финифтью и обыкновенно сидящим, реже летящим (Воронины, Вакар). |
| Голубь                                          | Обыкновенно изображается сидящим. Служит символом смирения и чистоты. Два целующихся голубя с распростёртыми крыльями, означают любовь, дружбу и супружескую верность. Голубь окружённый лучами означает Святой дух и в этом случае он изображается впрямь с распростёртыми крыльями. Может быть также летящим и подымающимся, а иногда изображается с масличною ветвью в клюве. Форму голубя придают в гербах и другим птицам, если порода не указана или неизвестна (Щетинины). |
| Гусь                                            | В гербах почти не встречается. |
| Дрозд                                           | Мерлетты (merlette) изображаются без клюва и лап |
| Журавль                                         | Символ бдительности, обыкновенно изображается с камнем в правой лапе, а иногда с поднятыми вверх крыльями. |
| Крыло                                           | Олицетворяет скорость, быстроту и покровительство. |
| Лебедь                                          | Изображается плавающим или идущим. Иногда изображается сидящим (Совины, Тимашевы, Марченко, герб Лебедь). |
| Орёл                                            | Символ власти и господства, а также великодушия и прозорливости (Столыпины, Горчаковы, Зотовы). |
| Павлин                                          | Символ тщеславия, принимался в герб в знак победы над гордым и тщеславным врагом. Обыкновенно изображается с распущенным хвостом (герб Серпухова). |
| Пеликан                                         | Обозначает любовь родителей к детям, равно как и попечение Государя о своём народе. Изображается раздирающим собственную грудь, чтобы накормить своей кровью птенцов. (герб Пеликан). |
| Петух                                           | Символ борьбы и боя, изображается идущим. Если он поднял лапу и раскрыл клюв, то называется поющим. К вооружению кроме клюва принадлежит: гребень, щёки и шпоры (Серебряковы). |
| Райская птица                                   | Изображается или летящей или сидящей с поднятым вверх хвостом (Вяземские), Бибиковы). |
| Сова                                            | Предсказательница смерти, символ молчания, благоразумия, мудрости и бдительности. |
| Страус                                          | Символ повиновения подданных, эмблема справедливости. |
| Утка                                            | Изображается всегда идущей. |
| Пресмыкающиеся , земноводные , рыбы и насекомые | |
| Бабочка                                         | Служит символом легкомысленности и пустоты. Помещение её в герб обозначало победу над врагом с такими качествами. Если на крыльях помещены различные финифти, то она называется — пёстрою. |
| Змея (уж, гадюка)                               | Когда изображена свёрнутой в кольцо, — служит символом предосторожности, мудрости, здоровья. Ползущей — символ печали, зависти, раздора, мятежа, неблагодарности. Держащая во рту свой хвост — символ вечности. Часто обозначается в гербах без указания породы. Уж и гадюка изображаются крайне редко. Иногда изображена змея обвившаяся вокруг столба и поглощающая ребёнка (Змиевы, Денисовы). |
| Пчела                                           | Символ трудолюбия. |
| Раковины (устричные)                            | Помещаются наружною или внутренней стороною (Шумаковы, Велио). |
| Ракообразные                                    | Олицетворяют осторожность, медлительность, порядок, иногда чистоту водоёмов. |
| Рыбы                                            | Обыкновенно изображаются без определения породы. Иногда употребляются, как символ молчаливости. Из отдельных пород чаще других встречаются: карпы, щуки, стерляди, форели и др. (Шелешпанские, Белозерские-Белосельские, Карповы, Гедды, Стерлиговы). |
| Саламандра                                      | Древние думали, что она не горит в огне, то её всегда изображали среди пламени (Хрущовы). |
| Улитка                                          | Изображается вне своей раковины. |

## Блазонирование животных
Для сокращения и упрощения описания животных выработаны специальные термины. Существует ограниченное и строго определённое число положений, в которых — и только в них — может изображаться животное в гербе. В геральдике принято изображать не конкретные предметы, а предметы обобщённые, иначе говоря, идею предмета, а не сам предмет. Геральдика — суть система военных опознавательных знаков, поэтому гербы должны нести на себе именно знаки — упрощённые образы, обнажающие суть предмета. Применительно к животным это означает, что изображаются только обобщённые виды существ, без учёта их породы и видовых особенностей — просто лев, просто медведь, просто конь, просто ворон и т. д., и т. п.
Животное идентифицируется, кроме собственно названия, по трём признакам — позе, цвету и атрибутам. Животное может стоять, шествовать, сидеть, бежать или лететь; принятые в геральдике позы и положения животных подробно рассматриваются ниже. К атрибутам относятся различные предметы, дополняющие фигуру животного — обычно это какие-либо вещи, которые животное держит во рту, несёт на себе или сжимает в лапах.
Стандартное положение геральдического животного, почти всегда изображаемого в профиль, есть обращённое геральдически вправо, поэтому специально не блазонируется. Животное, обращённое в противоположную сторону — геральдически влево — блазонируется как обращённое.
Для льва стандартное положение — вздыбленное. Для орла — обращённое впрям, с головой, повёрнутой вправо, с распростёртыми крыльями, с расставленными лапами с растопыренными пальцами, с хвостом, опущенным вертикально вниз. Во всех остальных случаях поза, положение геральдического животного должно быть описано с использованием принятой терминологии.
- Бегущий (фр. courant) — изображается с конечностями, вытянутыми вместе вперёд и назад, то есть оторвавшийся от поверхности
- Вздыбленный или восстающий (фр. rampant) — изображается стоящим на задних конечностях, причём правая выставлена вперёд, с передними конечностями, выставленными перед собой, причём правая несколько поднята вверх, а левая — опущена вниз. Эта поза считается нормальной только для льва, поэтому при его описании не уточняется, но при блазонировании всех остальных животных должно быть упомянуто (например, «вздыбленный грифон» и т. п.).
- Впрям (англ. affronty) — изображается повёрнутым передней своей частью к зрителю, анфас; это относится как к целым животным, так и к отдельным их головам; человек в гербах почти всегда изображается впрям.
- Впрям смотрящий (фр. courantguardant) — изображается с головой, повёрнутой к зрителю, так что видны оба глаза.
- Всплывающий (фр. haurient) — применяется к рыбе, изображаемой вертикально, головой вверх; то же, что «в столб».
- Завязанный узлом (англ. nowed) — применяется к змее, изображаемой с телом, изогнутым и переплетённым наподобие кренделя, а также к каким-либо частям животного (например, к хвосту).
- Кровоточащий (англ. vulned, distilling drops of blood) — может применяться к геральдическому пеликану, кормящему птенцов кровью из своей расклёванной груди, или к отдельным частям тела человека или животного (голове, руке или лапы), изображаемых с капающей с них кровью (также см. «раненый»).
- Летящий (фр. volant) — применяется к птице или крылатому зверю, изображаемому с распростёртыми крыльями, оторвавшимся от поверхности.
- Ныряющий (фр. urinant) — применяется к рыбе, изображаемой вертикально, головой вниз; то же, что «опрокинутый в столб» (ср. «всплывающий»).
- Обернувшийся (фр. reguardant) — изображается оглядывающимся назад, то есть с головой, повёрнутой в противоположную сторону.
- Обращённые (фр. contourne) — применяется к фигурам, изображаемым развёрнутыми передней своей стороной влево, то есть противоположно нормальному геральдическому расположению.
- Отдыхающий (фр. couchan) — изображается лежащим, с вытянутыми вперёд передними конечностями и поднятой головой.
- Плывущий (фр. naiaint) применяется к рыбе, изображаемой горизонтально, головой вправо; однако такое положение рыбы есть нормальное, поэтому может вовсе не блазонироваться (ср. «всплывающий» и «ныряющий»).
- Пожирающий (фр. vorant) — изображается заглатывающим кого-то или что-то, то есть с частью добычи, виднеющейся из разверстой пасти; часто так изображается геральдический дельфин, пожирающий небольшую рыбу, но самый известный пример — герб герцогства Миланского со змеем, пожирающим младенца Поскольку, однако, в соответствии с легендой, иллюстрацией к которой является герб, змей не заглатывает, а наоборот — изрыгает из себя младенца, часто применительно к этой фигуре используется другой термин — исходящий (фр. issant).
- Пронзённый (англ. enfiled) — проткнутый насквозь каким-либо предметом горизонтально, вертикально, наискось справа или слева.
- Противоидущие (фр. contre passant) — применяется к двум животным, расположенным рядом и идущим в противоположных направлениях, причём правое обращено головой вправо, а левое животное — головой влево; или, как это чаще бывает, к двум животным, расположенным в столб, одно под другим, из коих верхнее повёрнуто, как и положено, вправо, а нижнее — влево.
- Противопоставленные (фр. combattant) — применяется к фигурам, изображаемым рядом, повёрнутыми друг к другу передними сторонами (то же, что «борющиеся» применительно к двум вздыбленным животным в этой же позиции).
- Противопоставленные обращённые (англ. addorsed) — применяется к фигурам, изображаемым рядом, повёрнутыми друг к другу задними сторонами, а к краям щита — передними сторонами.
- Прыгающий (фр. salient) — изображается стоящим на сомкнутых задних конечностях, с передними конечностями, вытянутыми вперёд и несколько вверх.
- Раненый (англ. vulned) — изображается с пятном червлёной крови, причём указывается место, где находится рана (например, раненый в плечо, раненый в грудь и т. п.) (также см. «кровоточащий»).
- Сидящий (фр. sejant) — изображается сидящим, опирающимся на прямые передние конечности; но имеется исключение из этого правила для белок и мышей, которые изображаются сидящими с передними лапками поднятыми перед собой, наподобие «вздыбленно-сидящего льва» (см.).
- Согнутый (англ. embowed) — применяется к рыбе, изображаемой вертикально и несколько согнутой в дугу вправо; также применяется к руке, согнутой в локте.
- Соединённые (англ. conjoined) — применяется ко всем фигурам, расположенным так, что касаются друг друга.
- Спящий (фр. dormant) — изображается лежащим, с вытянутыми вперёд передними конечностями и положенной на них головой.
- Стоящий (фр. statant) — изображается, в отличие от «шествующего», стоящим на всех четырёх прямых конечностях.
- Шествующий (фр. passant) — изображается ступающим на три конечности, причём правая передняя вытянута вперёд и немного вверх, левая передняя и правая задняя выставлены немного вперёд, а задняя левая несколько вытянута назад.